# 野人时代
《野人时代》是由韩国SBS制作的，讲述金斗汉生平故事的电视剧，共124集。《野人时代》的每集最高收视率以《野人时代》的制作公司SBS母体等9个地区民间广播网络为基准，每分钟最高收视率为57.4%，野人时代的播放时间为2002年7月29日到2003年9月30日。
另外，由于在近些年的互联网上出现了大量的剪辑《野人时代》片段做成的影片的因故，使得《野人时代》在韩国广播史上留下了浓墨重彩的一笔。剧中由金永哲饰演的金斗汉的台词「别说废话了！」以及由金永寅飾演的沈影的台词「我變閹人了！」（：／）在YouTube和多个影音网站大量传播，获得了很高的人气。

## 梗概
该剧讲述了以青山里战役而闻名的金佐镇将军的儿子金斗汉的一生。金斗汉经历过因失去国家主权而黯淡的日占朝鲜时期，讲述了8.15解放后左、右翼之间的理念对立和朝鲜半岛分裂，以及经过6·25战争、李承晚自由党政权和朴正熙维新政权独裁期的大韩民国近现代史的故事。

## 延长剧集
《野人时代》原计划第一部和第二部各播出50集，后续由于原著柳东润作家中断执笔和选角问题等迂回曲折后，最终剧组增加24集，于第124集结束制作。